# Slap
El slap és una tècnica per tocar el baix, encara que també s'usa en el contrabaix. Associat majoritàriament a l'estil funk en el baix i al rockabilly en el contrabaix, és àmpliament usat per baixistes de tots els estils. Aquesta tècnica produeix un so molt de percussió, ja que les cordes de l'instrument es colpegen contra el màstil.

## Execució en el contrabaix
En el contrabaix la tècnica de slap és una variant més agressiva del pizzicato. L'efecte s'obté de dos moviments combinats: El primer consisteix a prémer la corda tirant d'ella amb vigor i deixant anar, de manera que el rebot contra el masteler produeix un espetec sec; a continuació s'executa un copejo contra la corda amb els dits estesos com si es propinés una bufetada o assot (d'aquí el seu nom, slap, "bufetada" en anglès). El resultat és un patró rítmic d'efecte similar al que produeix el "doblao" de palmells en el flamenc.
La tècnica és coneguda pels músics de blues des d'almenys la dècada de 1920. A partir de la dècada de 1940 es fa més habitual entre els músics blancs, sent adoptada pels artistes hillbilly i bluegrass. A partir d'aquests dos estils, en la dècada de 1950 el rockabilly la converteix en el seu segell més característic. En l'actualitat -arraconat el contrabaix en la música pop i rock- multitud d'estils de música folklòrica i popular de tot el món usen el baix elèctric i el slap com a patró rítmic recurrent.

## Execució en elbaix elèctric
Normalment, s'usa el terme per referir-se a dues tècniques diferents, el slap pròpiament dit i el poping.
- El slap consisteix a copejar la corda amb el polze de la mà dreta (esquerra per als esquerrans) fent que la corda copegi el masteler a l'altura de l'últim trast.
- El poping es basa a tirar amb el dit índex de la corda i deixar-la anar sobtadament, produint un *restallido.

L'execució del slap neix del baixista nord-americà Larry Graham,segons ell, la tècnica va ser resultat que en la seva adolescència en tocar per viure amb la seva mare es van quedar sense bateria (l'en aquest moment tocava guitarra) llavors en sentir que faltava l'accentuació que provocava la caixa i el hit hat tom el baix i va començar a accentuar amb cops els temps en què l'imaginava hauria d'anar la bateria, *percutiendo en la caixa i tirant la corda en el hit hat.
Encara que aquesta tècnica és generalment associada amb el funk i estils similars, són varis els baixistes de gèneres com el rock i el pop que dominen la tècnica com l'exemple: Michael Balzary a la baixa dels Red Hot Chili Peppers. Actualment, un dels millors exponents d'aquesta tècnica són Mark King, Victor Wooten, Els Claypool, Marcus Miller, Futoshi Uehara de Maximum The Hormone, i Flea

## Orígens
Generalment, la invenció i popularització d'aquesta tècnica s'atribueix a Larry Graham que tocava en la dècada de 1960 en Sly & The Family Stone.